# 北海道道205号上士別ビバカルウシ線
北海道道205号上士別ビバカルウシ線（ほっかいどうどう205ごう かみしべつビバカルウシせん）は、北海道士別市と上川郡剣淵町を結ぶ一般道道（北海道道）である。

## 概要
路線名の「ビバカルウシ」とは終点付近の旧地名で、アイヌ語の「ピパカㇽウㇱ（pipa-kar-us、ピパカルㇱとも表記）」（川貝を・いつも・採る・ところ）に由来する。漢字では「美羽烏」と書く。

### 路線データ
- 起点：北海道士別市上士別町（北海道道61号士別滝の上線交点）
- 終点：北海道上川郡剣淵町東町（国道40号・北海道道984号温根別ビバカルウシ線交点）
- 総延長：13.206 km
- 実延長：13.177 km
- 重用延長：0.029 km

### 道路管理者
- 上川総合振興局 旭川建設管理部 事業課

## 歴史
- 1954年（昭和29年）3月30日 - 60号上士別剣淵停車場線として路線認定[2]。
- 1980年（昭和55年）3月31日 - 路線名を上士別ビバカルウシ線に、終点を剣淵駅前から国道40号交点に変更[3]。
- 1994年（平成6年）10月1日 - 路線番号を205号に変更[4]。

## 路線状況

### 道路施設

#### 主な橋梁
- 菊水橋（230 m、天塩川、士別市上士別町）
- 金川橋（69 m、金川、士別市上士別町）

## 地理
沿道には人造湖の桜岡湖があり、パークゴルフ場やオートキャンプ場・宿泊施設（温泉）がある。

### 通過する自治体
- 上川総合振興局
  - 士別市
  - 上川郡和寒町
  - 上川郡剣淵町

### 交差する道路
士別市
- 北海道道61号士別滝の上線 - 上士別町（起点）

剣淵町
- 道央自動車道 - 東町※接続はしない
- 北海道道984号温根別ビバカルウシ線 - 東町（終点）
- 国道40号 - 東町（終点）

### 沿線にある施設など
士別市
- 士別市立上士別中学校
- 士別市役所上士別出張所
- 市立上士別医院
- 士別市立上士別小学校

剣淵町
- 桜岡公園 - 東町
- 剣淵温泉レークサイド桜岡 - 東町5141